# ベビーギャングとお姐ちゃん
『ベビーギャングとお姐ちゃん』（ベビーギャングとおねえちゃん）は、1961年12月9日に東宝系で公開された日本映画。カラー。東宝スコープ。
副題は『3 Dolls and Baby Gang』（スリードールズアンドベビーギャング）。

## 概要
岡部冬彦原作の『アッちゃん』『アッちゃんのベビーギャング』の続編。これに、当時東宝で人気が有った団令子・中島そのみ・重山規子の通称「お姐ちゃんトリオ」を主人公にした『お姐ちゃんシリーズ』とドッキングさせた作品で、『お姐ちゃんシリーズ』第7作でもある。
本作でも前作同様、アッちゃん役は五代目中村勘九郎（→十八代目中村勘三郎）が演じ、更にラストの歌舞伎のシーンでは、勘九郎が自らの役で二役出演し、実父・十七代目中村勘三郎が観客役でカメオ出演している。
なお『アッちゃんシリーズ』は2作で終了したが、『お姐ちゃんシリーズ』は1年の中断の後、1963年公開の第8作『お姐ちゃん三代記』（監督：筧正典）をもって終了する。

## ストーリー
ベビーギャングのアッちゃんの近所のアパートに威勢のいいお姐ちゃん二人が引っ越してきた。絵描きの卵で子どもマンガも描いているパンチ、ナイトクラブでアルバイトで踊っているセンチだ。ピストルをたくさん持っているチャーム・スクールの生徒で歌好きのピンチも頻繁に入り浸っている。お姐ちゃん三人組は、隣の部屋に転がり込んでいたパパの後輩の大学生・五郎君にお熱をあげてお近づきになろうとするのだが、アッちゃんソメコちゃんのちびっ子二人が割り込んで悪戦苦闘する羽目になる。

## スタッフ
- 製作：藤本真澄
- 原作：岡部冬彦（「週刊朝日」連載『アッちゃん』、「週刊文春」連載『ベビーギャング』より）
- 脚本：井手俊郎
- 監督：杉江敏男
- 撮影：鈴木斌
- 照明：西川鶴三
- 美術：村木忍
- 録音：斉藤昭
- 音楽：神津善行
- 編集：小畑長蔵
- 助監督：梶田興治
- スチール：荒木五一

## 出演者
- アッちゃん／中村勘九郎：五代目中村勘九郎（→十八代目中村勘三郎）
- 小出津春男：小林桂樹
- 小出津夢代：淡路恵子
- 水野ラン子（パンチ）：団令子
- 川島ヒナ子（ピンチ）：中島そのみ
- 村山トリ子（センチ）：重山規子
- 金田良介：有島一郎
- 金田藤子：久慈あさみ
- 金田洋介：大沢健三郎
- 金田ソメコ：須田玲子
- 峰子：河美智子
- 荒井五郎：船戸順
- 青山錦一：山田吾一
- 木村信子：横山道代
- 相手役の学生：丸山謙一郎
- ミチコ：坂部尚子
- 女給：忍和代
- マダム：塩沢とき
- 観客：十七代目中村勘三郎（ノンクレジット）

## 同時上映
『花影』
- 原作：大岡昇平／脚本：菊島隆三／監督：川島雄三／主演：池内淳子／東京映画作品